# Saint-Nazaire (Loire-Atlantique)
Saint-Nazaire is een gemeente in het westen van Frankrijk, in het departement Loire-Atlantique, op de rechteroever van het estuarium van de rivier Loire. Het is de onderprefectuur van het arrondissement Saint-Nazaire. De stad telde op 1 januari 2022 73.111 inwoners (Nazairiens). Naast het Frans wordt ook nog geregeld Bretons gesproken door de lokale bevolking.
Saint-Nazaire heeft een zeehaven, de belangrijkste Franse haven aan de Atlantische Oceaan. De belangrijkste industrieën zijn de scheepsbouw (met de Chantiers de l'Atlantique) en de luchtvaartindustrie.

## Geschiedenis
Tot het begin van de 19e eeuw was Saint-Nazaire een kleine plaats met enkele honderden inwoners. De plaats was gebouwd op een granieten rots die een schiereiland vormde aan de monding van de Loire. De bevolking bestond grotendeels uit vissers en rivierloodsen op de Loire.

### Ontwikkeling van de haven
Na de aanleg van een havenhoofd (Vieux Môle) tussen 1828 en 1835 en van een dok tussen 1848 en 1858 begon Saint-Nazaire zich te ontwikkelen als diepzeehaven. In 1862 vertrok een eerste pakketboot uit Saint-Nazaire naar Amerika (Veracruz in Mexico). Er werd in dat jaar ook een eerste scheepswerf geopend. Deze bedrijvigheid zorgde voor werkgelegenheid en tussen 1851 en 1866 verdrievoudigde de bevolking van de gemeente.
Op 10 augustus 1857 werd de spoorlijn Nantes-Saint-Nazaire van de Compagnie du chemin de fer de Paris à Orléans geopend.
De eerste scheepswerf ging failliet in 1867 en dit leidde tot een tijdelijke economische achteruitgang. In 1881 kwamen er door een subsidieregeling twee nieuwe scheepswerven. In dat jaar werd ook een tweede dok geopend, dat via een sluis in verbinding stond met het eerste dok. Daarnaast kwamen er ook hoogovens. In 1907 werd een nieuwe voorhaven geopend.
Aan de vooravond van de Eerste Wereldoorlog was Saint-Nazaire een moderne stad met 38.300 inwoners, met scholen, een ziekenhuis, een plantentuin en een boulevard aan de oceaan. Tijdens de oorlog verdubbelde de import van goederen via de haven. Vanaf 1917 kwamen veel Amerikaanse troepen en materiaal naar Frankrijk via de haven van Saint-Nazaire. Er werd ook een olieraffinaderij geopend.
Na de oorlog was er een scherpe terugval in de haventrafiek. De scheepswerven draaiden wel op volle toeren en produceerden steeds grotere schepen. Dit noopte tot de bouw van een nieuwe haveninfrastructuur met nieuwe sluizen.

### Tweede Wereldoorlog
Tijdens de Tweede Wereldoorlog was Saint-Nazaire de thuishaven van het zevende flottielje onderzeeërs van de Duitse Kriegsmarine, waartoe de U-96 behoorde die de hoofdrol speelt in Das Boot.
Op 28 maart 1942 vielen 600 Britse commando's de dokken van Saint-Nazaire aan (zie Operatie Chariot), waaronder het enige dok langs de Atlantische kust dat groot genoeg was voor het Duitse slagschip Tirpitz. Duitsland hield aan de stad vast tot het einde, en zo werd Saint-Nazaire als laatste Franse stad bevrijd op 11 mei 1945 (dus na de capitulatie). In 1943 was de burgerbevolking wel al grotendeels geëvacueerd.

### Na de oorlog
De stad was voor 85% verwoest door geallieerde luchtbombardementen. Onder François Blancho, die bijna onafgebroken burgemeester was van 1945 tot 1968, begon de wederopbouw. Dit gebeurde naar plannen van architect Noël Le Maresquier. In 1960 werd het nieuwe stadhuis geopend.
Op 15 november 2003 vond op een van de scheepswerven een ernstig ongeluk plaats. Chantiers de l'Atlantique, de werf die de Queen Mary 2 bouwde, hield een open dag. Er stortte een voetgangersbrug in, waarbij vijftien mensen omkwamen.

## Geografie
De oppervlakte van Saint-Nazaire bedroeg op 1 januari 2022 46,79 vierkante kilometer; de bevolkingsdichtheid was toen 1.562,5 inwoners per km².
In het oosten van de gemeente mondt de Bivet uit in het estuarium van de Loire.
De onderstaande kaart toont de ligging van Saint-Nazaire met de belangrijkste infrastructuur en aangrenzende gemeenten.

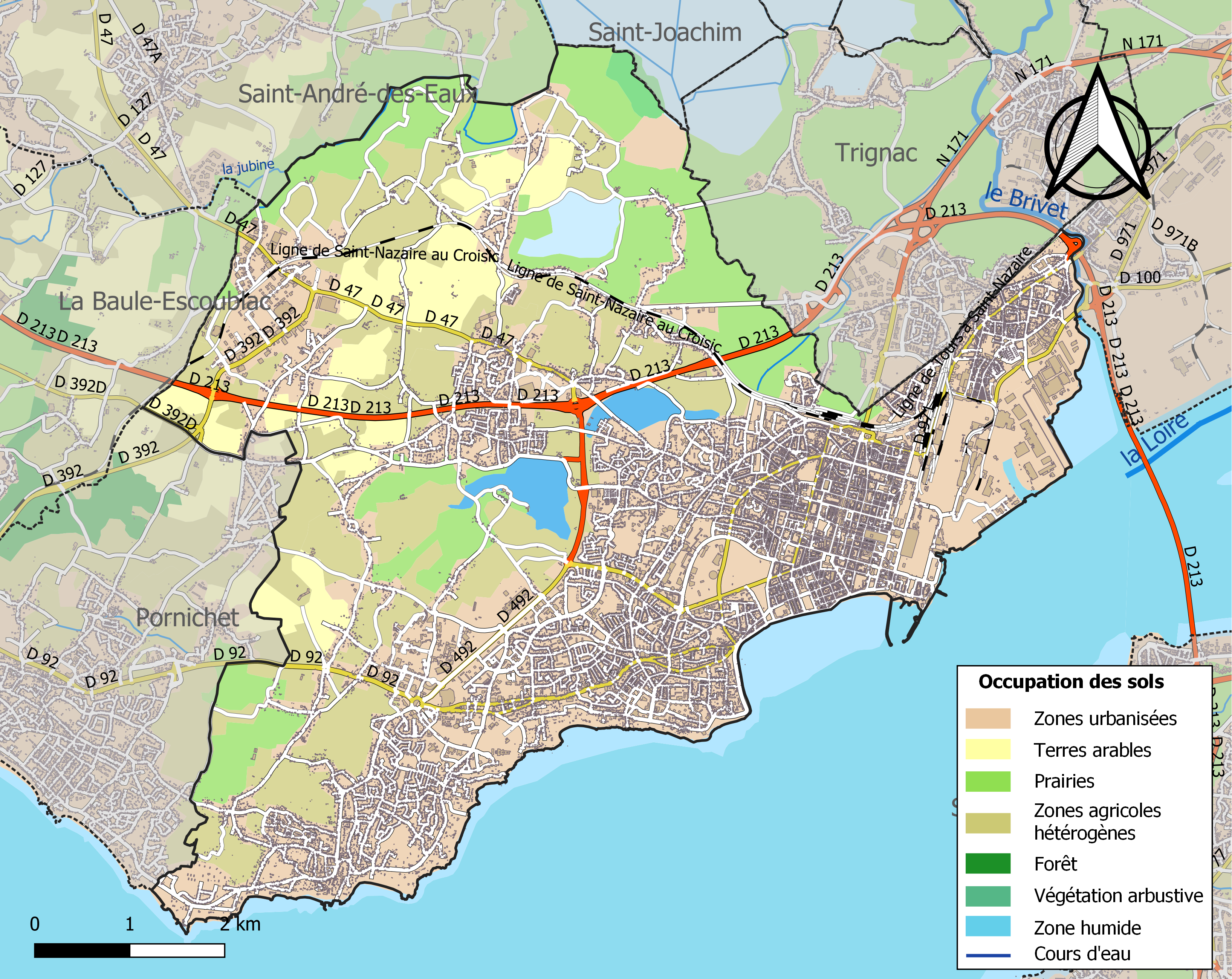

## Demografie
Nevenstaande figuur toont het verloop van het inwonertal (bron: INSEE-tellingen).

## Verkeer
In de gemeente liggen de spoorwegstations La Croix-de-Méan, Penhoët en Saint-Nazaire. De Loire wordt bij Saint-Nazaire overbrugd door de imposante Saint-Nazairebrug.

## Sport
Saint-Nazaire is vier keer etappeplaats geweest in wielerkoers Ronde van Frankrijk. Dit leverde ritoverwinningen op voor de Fransman André Darrigade (1958), Nederlander Huub Zilverberg (1962), Belg Tom Steels (1999) en Spaanse ploeg ONCE (2000).

## Stadsbeeld
Saint-Nazaire is een redelijk recente stad, die pas als dusdanig is ontstaan in de 19e eeuw. Voor een groot deel vernield tijdens de Tweede Wereldoorlog heeft de stad enkele opvallende 20e-eeuwse bezienswaardigheden. Bekendst zijn de onderzeebootbunkers en grote sluizen. Maar er zijn ook het monumentale stadhuis, de sporthal La Soucoupe en de watertoren Le Moulin du Pé.
De historische wijk Le Petit Maroc, traditioneel de visserswijk, ontstond als gehucht in de 15e eeuw maar kende een sterke groei in de 19e eeuw. Ze ligt tussen het dok Bassin de Saint-Nazaire en de Loire. De wijk werd grotendeels vernield tijdens de Tweede Wereldoorlog en daarna heropgebouwd.
Op 8 km ten westen van het stadscentrum ligt de badplaats Saint-Marc-sur-Mer. Deze plaats werd uitgebouwd vanaf de 19e eeuw. In 1951 draaide Jacques Tati hier zijn film Les vacances de monsieur Hulot.
In het oosten ligt de wijk Méan-Penhoët. Méan was in de middeleeuwen een gehucht met vissers en landbouwers. In de 19e eeuw ontwikkelde de plaats zich dankzij de komst van scheepswerven en het goederenvervoer via de haven op de Brivet. In het gehucht Penhoët vestigde zich in de 19e eeuw industrie. Beide plaatsen werden met elkaar verbonden via de rue de Trignac.

### U-bootbunkers
Recht tegenover de 14 U-bootbunkers ligt de draaibrug en de Oude Ingang, met rechts daarvan de 15e U-bootbunker. Iets verder ligt het Droogdok, het Normandiëdok, dat schuins uitkomt op de Port Atlantique de Nantes en het Bassin de Penhouët. Dit dok heeft aansluiting via een draaibrug met het Bassin de Saint-Nazaire. Nu nog zijn er sporen van de gevechten te zien op de muren van de U-bootbunkers. De betonijzers liggen op sommige plaatsen bloot als gevolg van de granaatexplosies tijdens de gevechten van de commando's tegen de Duitse bezetter van Saint-Nazaire en later gedurende de geallieerde bevrijding.
De U-bootbunkers liggen er tegenwoordig kaal, donker en grauw bij. De in- en uitgangen zijn bijna alle versperd met aanlegsteigers voor jachten en andere vaartuigen. Binnen zijn de voormalige aanlegplaatsen voor de onderzeeërs gehalveerd tot de helft, doordat men houten vloeren heeft aangelegd. Dit merkt men verderop in de kapelgaten in de muren, waar meerpalen voorzien waren voor de U-boten. Met de eertijds volledige aanmeerplaatsen konden twee U-boten naast elkaar aan de kaden afmeren, waar twee grote U-boten konden liggen in bijna elke bunker. De kleinere U-boten, zoals onder andere de U-1, U-2, enzovoort, konden bijna met vier in zo'n bunker liggen. 
Boven op de bunkers heeft men een panoramisch uitzicht op het Bassin de Saint-Nazaire en het omliggende havencomplex. Aan de straatkant en de eigenlijke ingang, lopen de muren schuin naar boven zodat het dak van het bunkercomplex overhelde. Er zijn een cafetaria en een tentoonstellingsruimte met een expositie over de gebeurtenissen tijdens de Tweede Wereldoorlog.

### Afbeeldingen

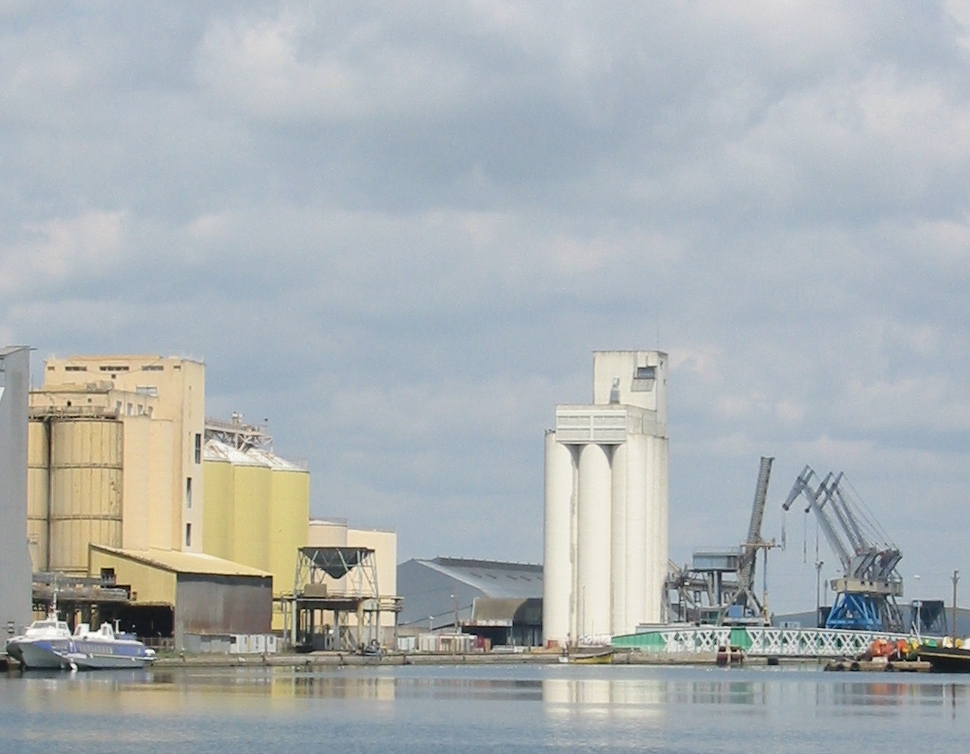
De haven
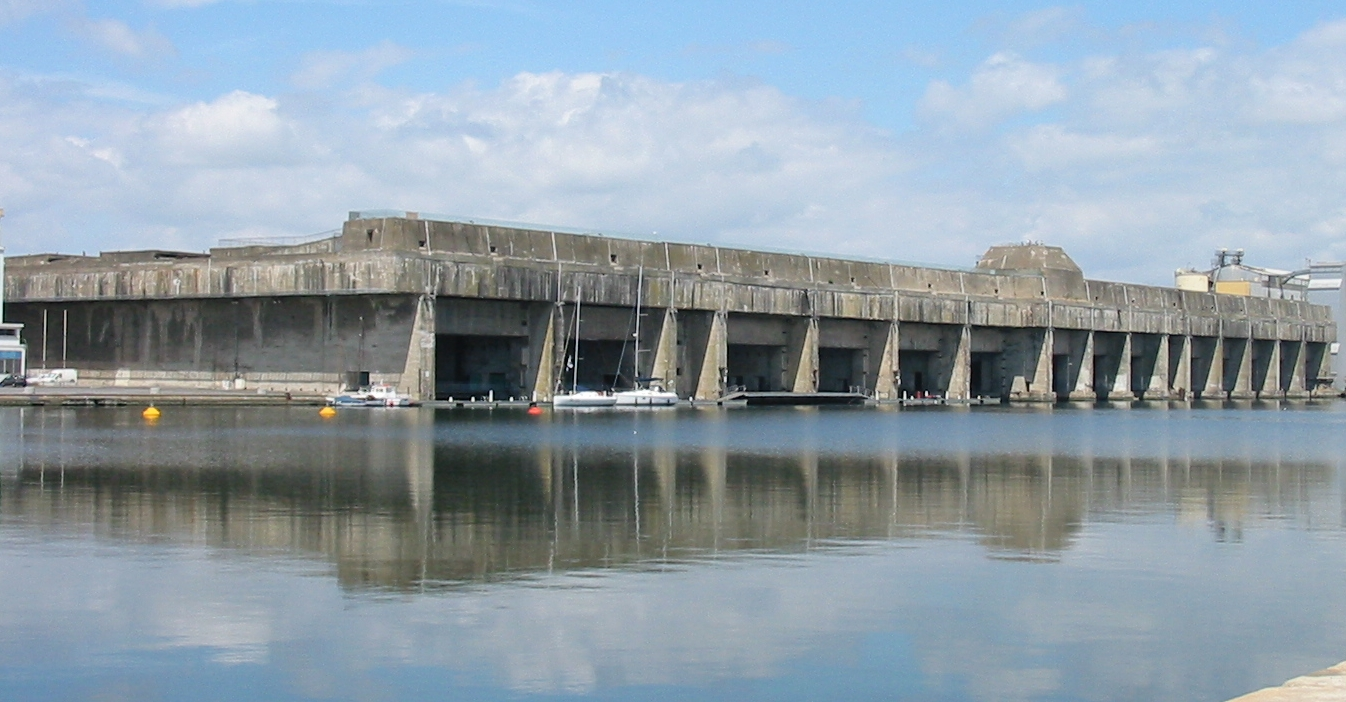
Onderzeebootbunkers
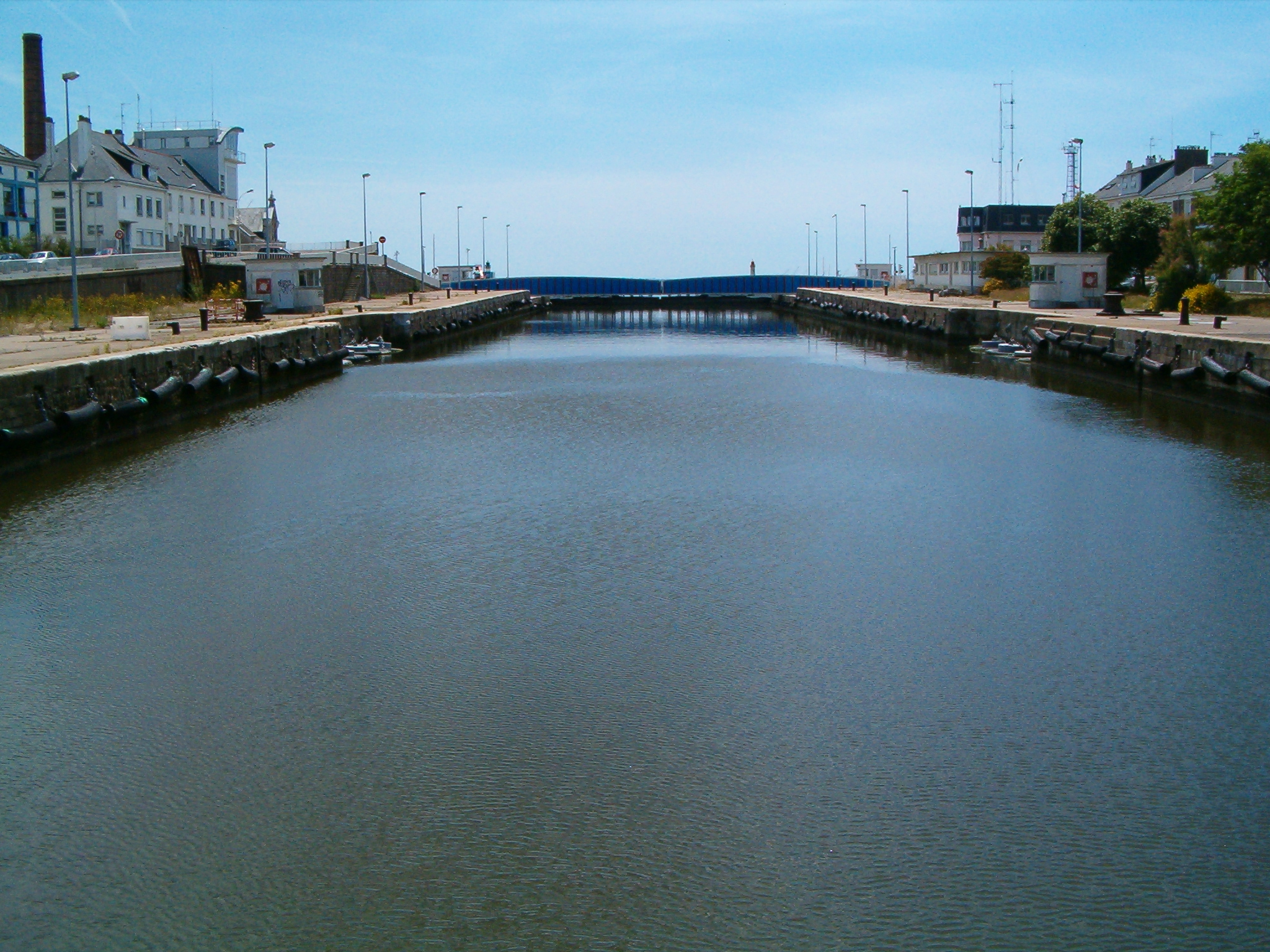
De Zuidsluis, in- en uitvaartsluis van de U-boten tijdens de Tweede Wereldoorlog
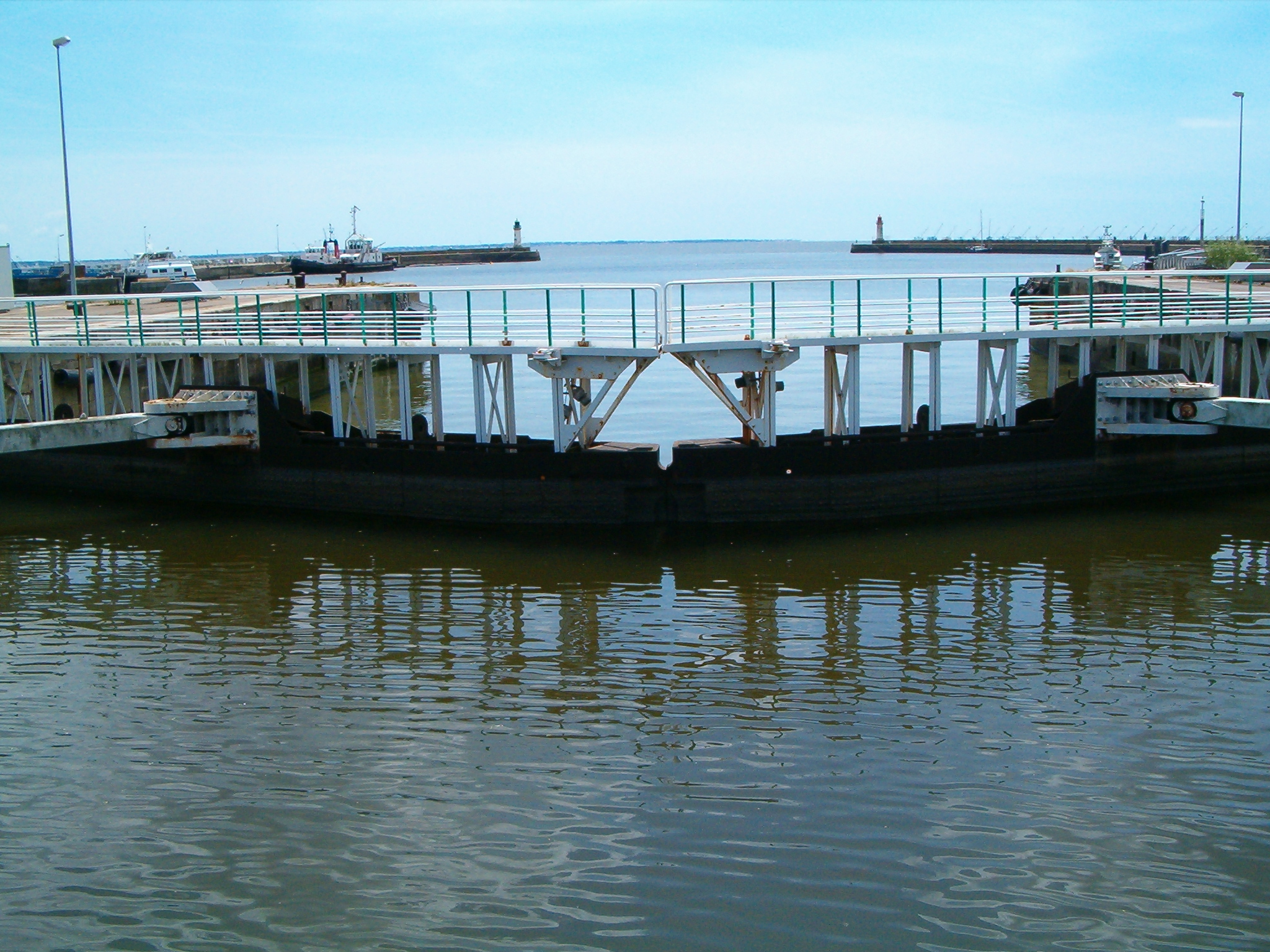
De Avant-Port, doorgang voor de U-boten
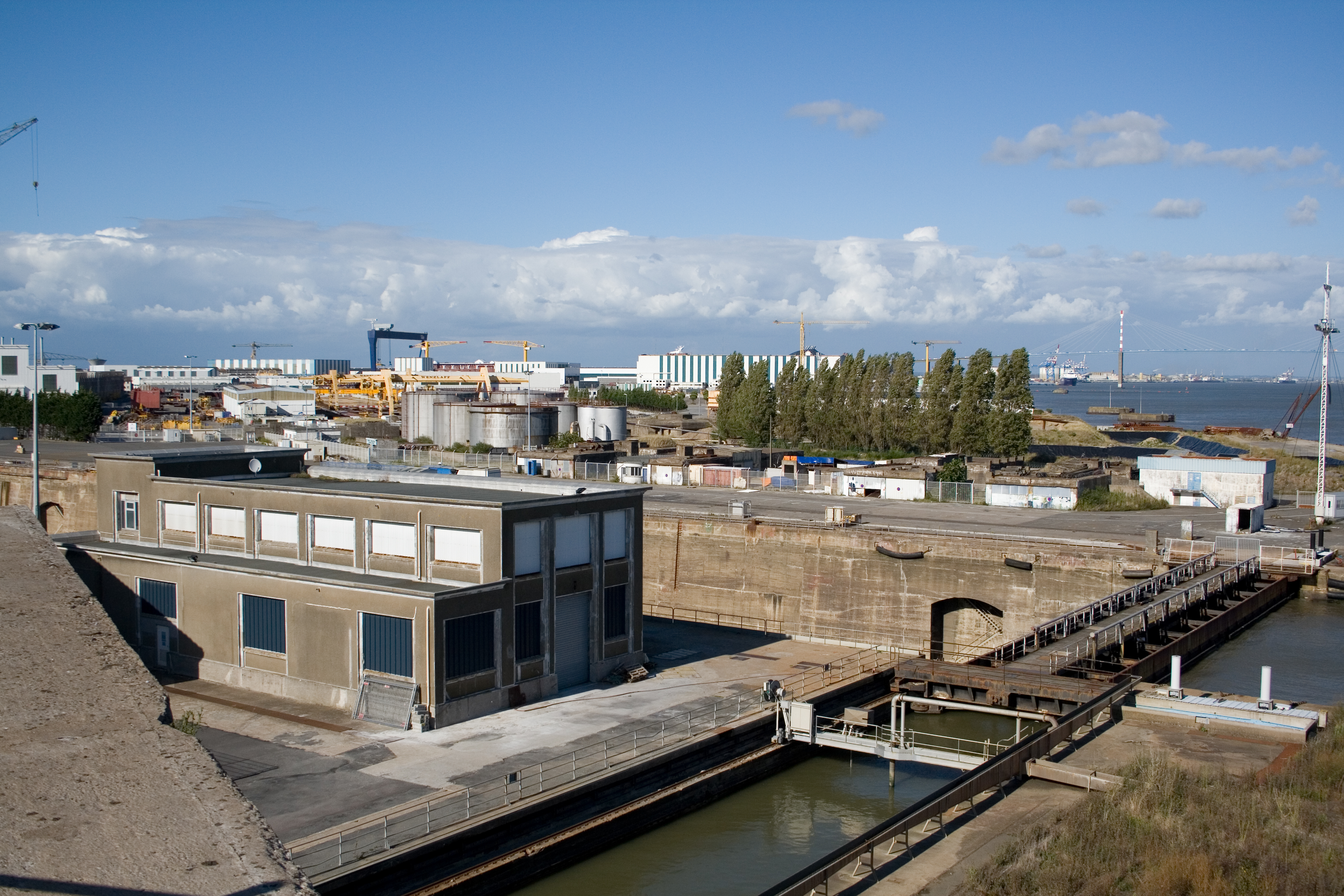
Het pomphuis aan het Droogdok-Normandiëdok. Vooraan ligt het lange kapelgat van de schuifsluisdeur, schuins achteraan ligt het droogdok-Normandiëdok. Hier werd de caissonsluisdeur door de HMS Campbeltown geramd en vernielden de commando's het pomphuis.
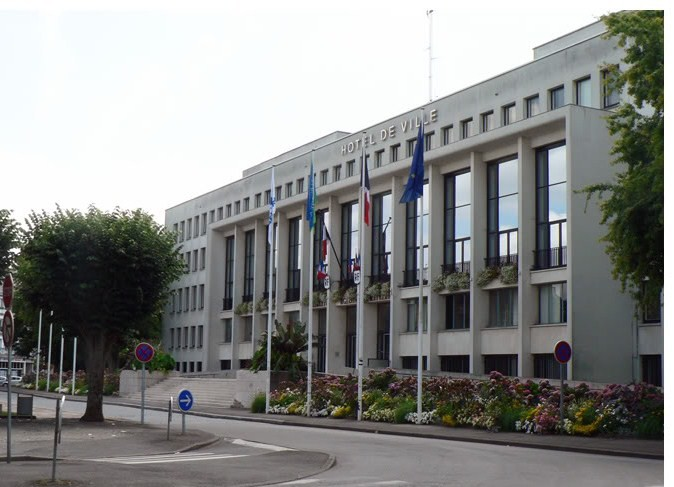
Gemeentehuis
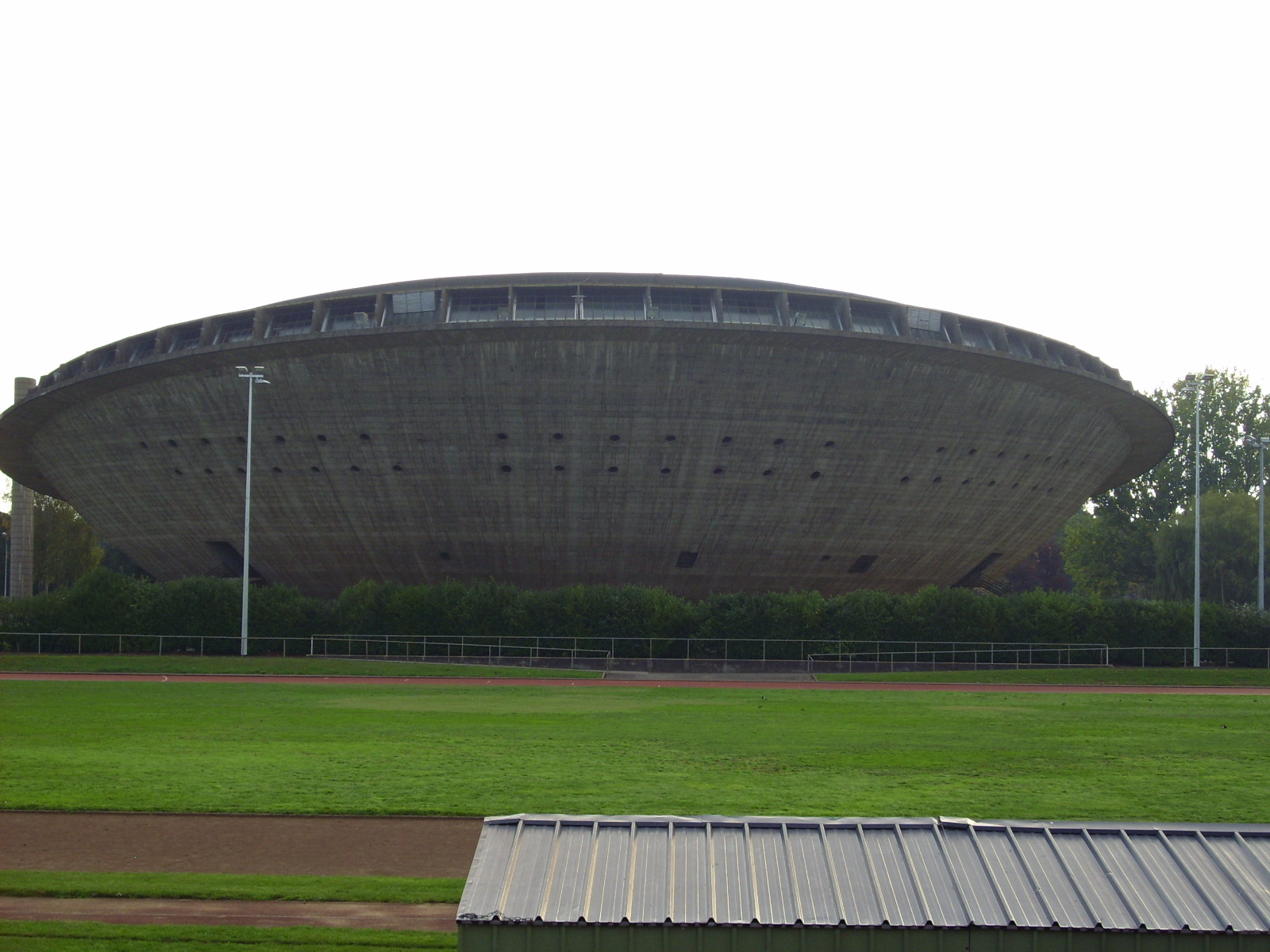
Palais des sports, bijgenaamd La Soucoupe

## Geboren
- Jean Dotto (1928-2000), wielrenner
- Patrice Halgand (1974), wielrenner
- Tony Heurtebis (1975), voetballer
- Bryan Coquard (1992), wielrenner
- Serge (2005), lama
- Zaho-Agathe Le Moniès de Sagazan (1999), singer-songwriter